# Johann Jakob Roth
Johann Jakob Roth (* 12. Juli 1760 in Weißenburg am Sand; † 13. Juni 1826 ebenda) war ein bayerischer Landwirt und Politiker.

## Biografie
Von 1806 bis 1821, nach anderen Quellen von 1807 bis 1821, war Roth der erste Oberbürgermeister der bis 1802 reichsfreien Stadt Weißenburg. Zuvor war er Forstbeamter und Rat der Reichsstadt Weißenburg. Johann Jakob Roth war ab dem 1. Februar 1822 als Nachrücker von Johann Salomon Walther bis 1825 Mitglied der Bayerischen Kammer der Abgeordneten. Damit gehörte er zwei Landtagen an. Innerhalb des Landtags gehörte Johann Jakob Roth der Gruppe Klasse IV an, war damit Vertreter der Städte und Märkte mit mehr als 500 Familien. Roth war evangelisch-lutherischen Glaubens. Er starb im Alter von 65 Jahren.

## Quelle
- Johann Jakob Roth in der Parlamentsdatenbank des Hauses der Bayerischen Geschichte in der Bavariathek